# Virgil Tatomir
Virgil Tatomir (n. 14 noiembrie 1946, comuna Corlățel, Județul Mehedinți - d. 10 iunie 1992, București, România). Jurnalist și realizator de emisiuni de televiziune al postului public național de televiziune - Televiziunea Română (TVR) - din România. 
Emisiunile de tip reportaj, documentar, interviu care l-au consacrat au fost în perioada 1990 - 10 iunie 1992. A realizat emisiuni despre românii din Basarabia, despre aromânii din Munții Pindului, cu tematică istorică și de călătorie în Egipt, Turcia, Grecia etc. 
În urma realizării împreună cu Mihai Tatulici, a serialului documentar-istoric despre Revoluția Română (evenimentele) din decembrie 1989 - Revoluția Română în direct, Asociația Profesioniștilor de Televiziune din România i-a premiat în Gala Premiilor APTR pe 1990. Apoi, cu același Mihai Tatulici, a publicat și primul volum tipărit, omonim, al serialului.

## Originea numelui Tatomir
Numele de familie, al tatălui lui Virgil, Grigore - Tatomir - are origine cumană și o rezonanță faimoasă în istoria statului medieval Țara Românească: Toq-tämir este tradus prin „fier/oțel călit” și ar fi numele „descălecătorului”, tatăl lui Basarab I, întemeietorul Țării Românești[1]. Ar fi fost, așadar, un cunoscut conducător în regiunea Olteniei medievale la sfârșitul sec. al XIII-lea și începutul sec. al XIV-lea. Nu întâmplător, cea mai mare concentrare a numelui Tatomir pe teritoriul României este exact în această regiune, unde există inclusiv o comună, Tatomirești, jud. Dolj, probabil urmărind traseul pe care cumanii au traversat, de la est la vest, teritoriul actualei Românii și s-au așezat în zona Olteniei[2]. În plus, numele Tatomir reflectă nu numai ocupațiile medievale efectuate cu arme și unelte din fier/oțel călit (conflicte, cuceriri, meșteșuguri etc.), ci și o anumită caracteristică a materialului/aliajului – care a ajuns să se identifice cu un conducător al unui grup uman - rezistența, tenacitatea, neclintirea, indestructibilitatea, uneori duritatea...

## Educația

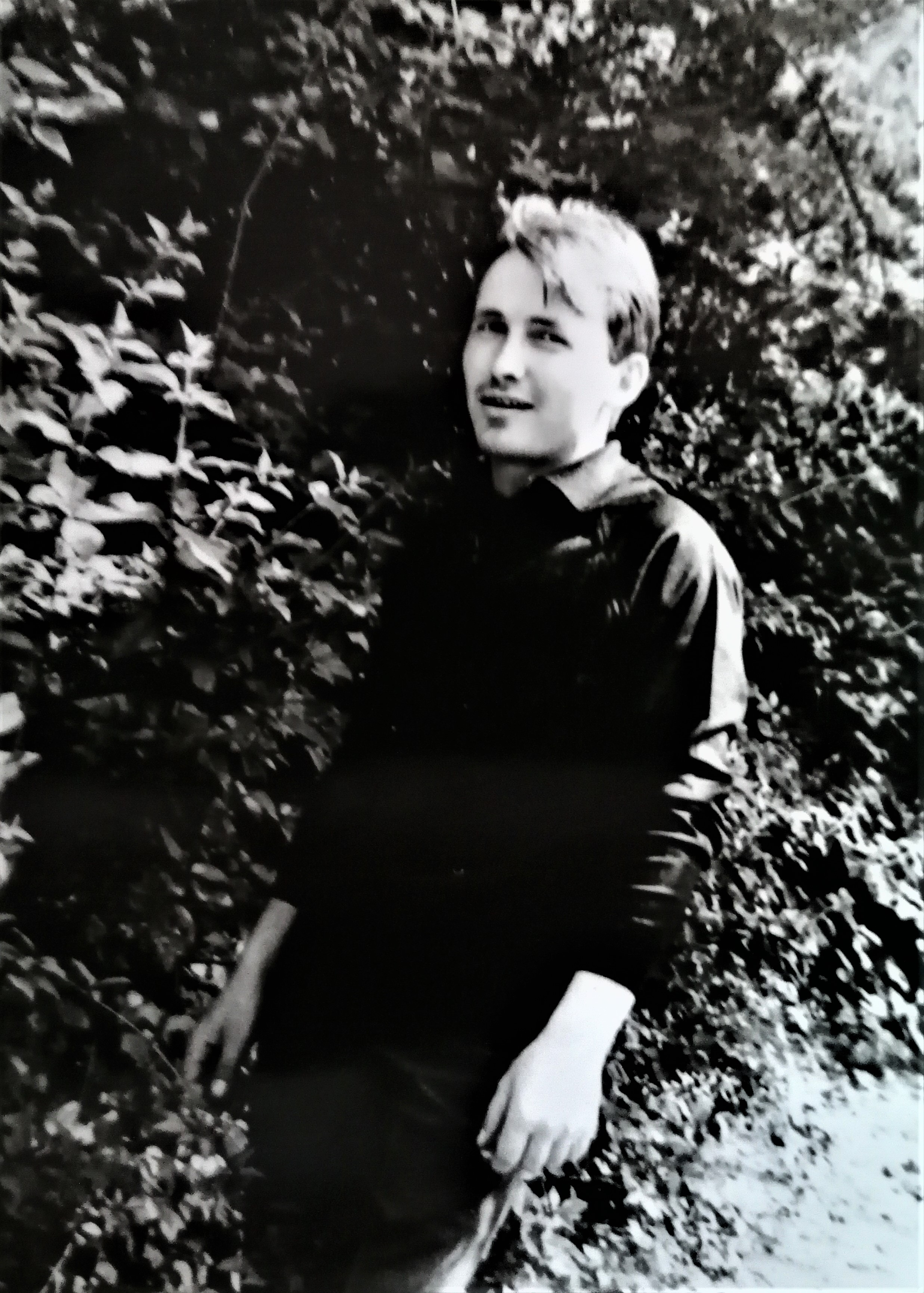
Virgil Tatomir in anii studentiei

În calitate de elev, Virgil Tatomir a urmat cursurile Liceului „Traian” din Drobeta Turnu-Severin. 

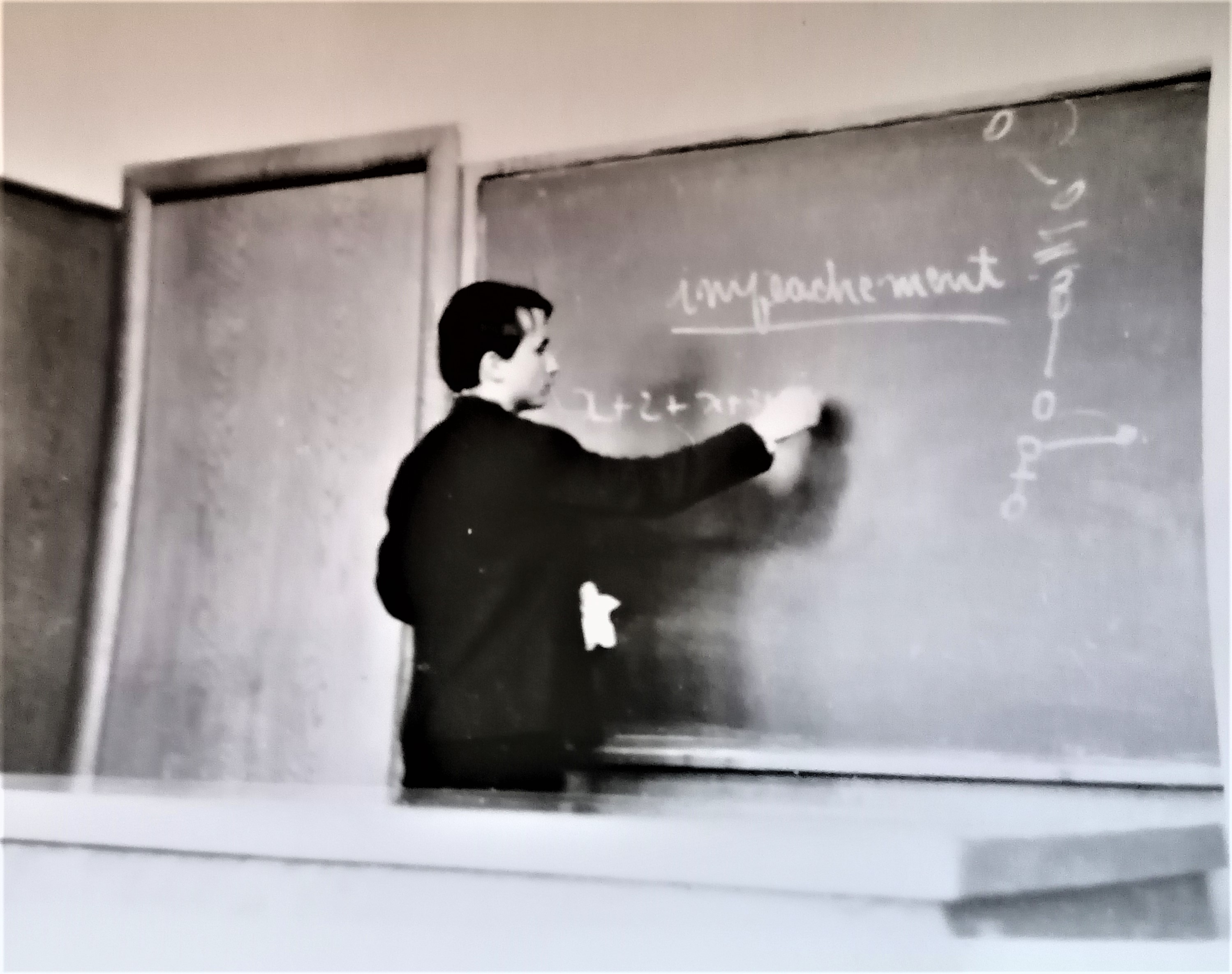
Virgil Tatomir la liceu

Din 1965, a intrat prin examen la Facultatea de Drept a Universității din București. 

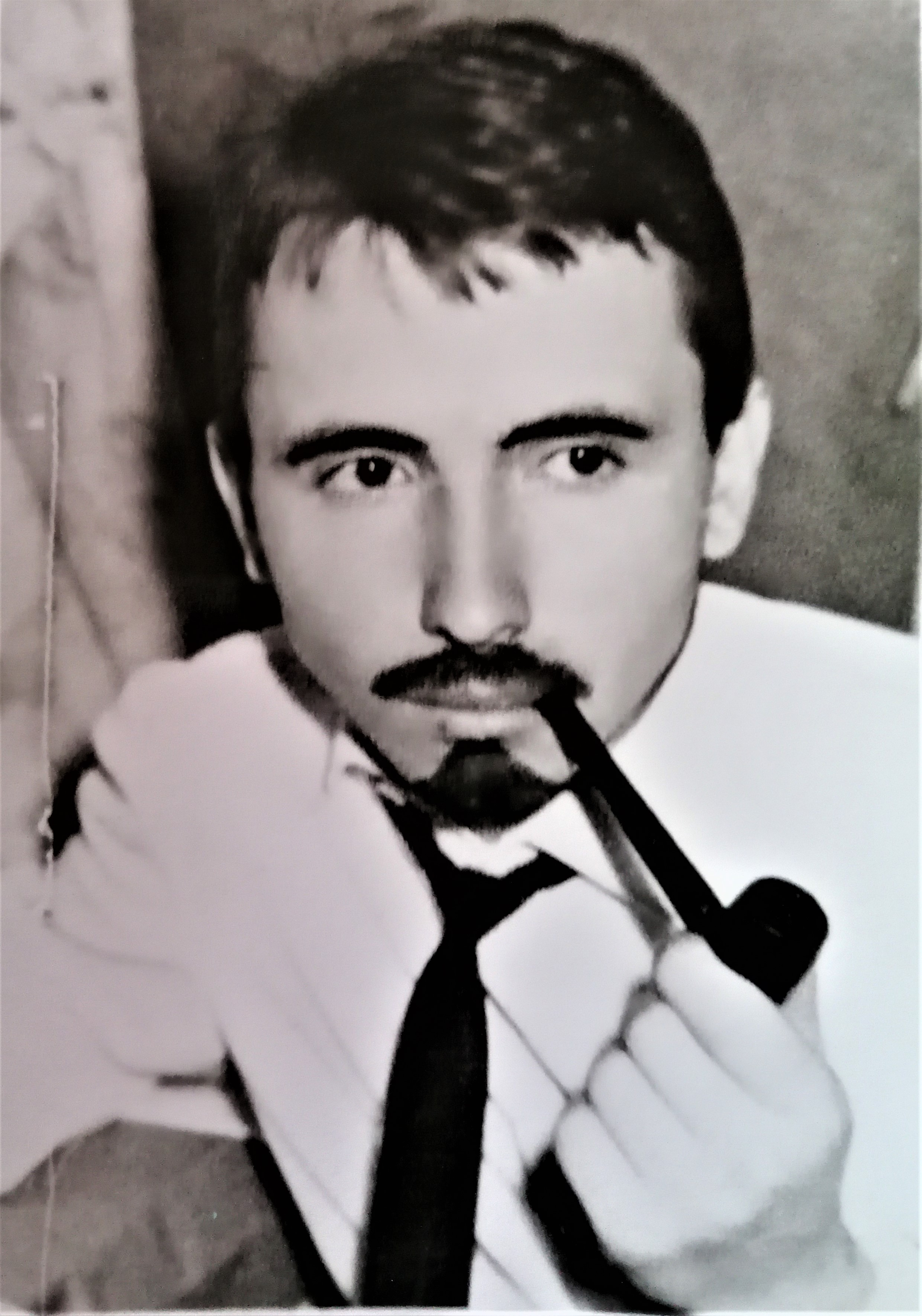
Virgil Tatomir în anii studenției

## Familia
După absolvirea Facultății de Drept, Virgil Tatomir s-a căsătorit cu iubita sa colegă de facultate, Victoria-Gabriela Ion (VICTORIA TATOMIR)  (28 ianuarie 1948 - 28 aprilie 2020), care, până în 1990, va activa în calitate de consilier juridic în cadrul Ministerului Agriculturii, iar după 1990, în calitate de consilier juridic-magistrat, în cadrul Ministerului Justiției. Cei doi au o fiică, Renata Gabriela Tatomir, profesor universitar doctor, egiptolog și istoric.

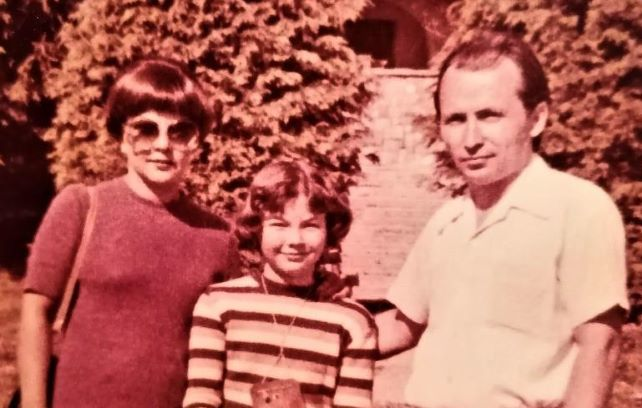
Familia Tatomir - vacanta la Predeal anii 1980

## Activitatea jurnalistică de televiziune și de presă scrisă
După absolvire, având o medie foarte mare, Virgil Tatomir a primit repartiție în București, la Radioteleviziunea Română. Inițial, a lucrat în secțiunea de radio, apoi în cea de televiziune, în redacția Economică, apoi a trecut la Redacția Emisiunilor Informative - Știri Externe care, după 1990, a devenit Departamentul Emisiunilor Informative, apoi Actualități, actualmente Știrile TVR. 
A fost ziarist de televiziune, parcurgând toate treptele jurnalismului de televiziune, ocupându-se de fluxul știrilor externe, fiind, pe rând, reporter, redactor, comentator, redactor principal și realizator de emisiuni tv. După Revoluția din 1989, în ultimii doi ani de viață, a fost redactor-șef adjunct în Departamentul Emisiunilor Informative. 

### Pre-1989
Una dintre cele mai importante și de durată emisiuni la care a lucrat înainte de 1989 a fost Cadran Mondial. 
Totodată, de-a lungul anilor, a fost în repetate rânduri jurnalist corespondent al Radioteleviziunii Române pe lângă delegațiile oficiale ale statului român în țări străine, participând și transmițând în direct și realizând ulterior emisiuni pe marginea celor mai importante evenimente internaționale ale momentului la care participau președintele român și înalții demnitari.

#### Congresul Internațional de Apicultură de la Grenoble și carteaOaspeți în prisaca românească
În septembrie 1975, împreună cu operatorul TV Alexandru Șuteu și cu Dr. Albinel Harnaj, Virgil Tatomir a fost trimis în calitate de redactor al Radioteleviziunii Române la al XXV-lea Congres Internațional de Apicultură de la Grenoble, Franța. Acolo a primit, individual, medalia Pro Meritis și, împreună cu Dr. Albinel Harnaj și Alexandru Șuteu Premiul I 
„pentru exponatele și realizările prezentate […] pentru Filmul Congresul XXV APIMONDIA – Grenoble la cea de a treia Expoziție-târg internațional de apicultură, organizat cu prilejul celui de al doilea Simpozion internațional de apiterapie, Bucureșt – ROMÂNIA, 2-7 septembrie 1976.” 
În urma acestor acțiuni, peste câțiva ani, Virgil Tatomir a scris și publicat cartea Oaspeți în prisaca românească, Editura APIMONDIA, București, 1979. Cartea prezintă combinatul apicol de la Băneasa, la acea vreme primul combinat apicol din lume. 
„Aici erau valorificate și prelucrate toate comorile stupului, fiecare în secție proprie” - se arată în volumul scris de Tatomir, „astfel existând zeci de secții cu peste 1.000 de muncitori. Institutul de cercetare al combinatului era și el foarte eficient, astfel că punea la dispoziție tehnologii de prelucrare avansată și produse inovatoare, precum faguri artificiali aromați, mașini electronice pentru selectarea mierii de albine după culori, metode de împerechere artificială a mătcilor, genetică, material biologic etc"

### Jurnalismul de televiziune
Pe lângă activitatea curentă de televiziune, de comentator și redactor pe probleme de politică externă, în anii următori, până în 1989, Virgil Tatomir a fost corespondent al Radioteleviziunii Române pe lângă delegația oficială a statului român la diferite evenimente internaționale în state precum:
- Portugalia, realizând reportaje despre fabricarea plutei și a obiectelor din plută; 
- Republica Filipine și apoi Singapore; 
- Egipt (Cairo);
- Republica Populară Bulgaria;
- Republica Democrată Germană;
- Canada (Ottawa) și Statele Unite ale Americii (New York);
- Republica Populară Democrată Coreeană (Coreea de Nord);
- Republica Populară Chineză;
- Republica Socialistă Federativă Iugoslavia (Iugoslavia).
În paralel cu activitatea desfășurată în calitate de jurnalist de televiziune, Virgil Tatomir s-a manifestat și ca gazetar de presă scrisă, colaborând cu articole de politică internațională în Revista Lumea - Săptămânal de politică externă, precum și în Almanahul Lumea.
Revoluția din 1989 l-a prins în plină activitate, la televiziune, implicat în transmiterea evenimentelor acelor zile. 

#### Post 1989
Între ianuarie 1990 și 10 iunie 1992, data decesului, a realizat cele mai multe emisiuni, reportaje, interviuri cu o tematică variată: istorică, culturală, politică, turistică etc.  
În acest sens, de-a lungul a doi ani și jumătate a participat la transmiterea și consemnarea evenimentelor importante pe plan național și internațional. 
A lucrat în Departamentul Emisiunilor Informative, Redacția Externe, pe care a și condus-o în calitate de Redactor Șef-Adjunct, în ultima parte. A transmis pentru Televiziunea Română corespondențe de la evenimente oficiale la care participau delegațiile de stat și de guvern ale României acelor ani (Kuweit; Irak – Războiul din Golf, din 1990), dar și ale primilor oameni de afaceri români care inițiau acțiuni de cooperare cu parteneri din alte țări (Turcia, Egipt). 
În cadrul jurnalelor informative a transmis evenimente importante și inedite în spațiul public românesc de atunci precum reportaje de la Templul Coral cu ocazia Sărbătorii de Purim, acțiuni de omagiere a unor personalități ale culturii și politicii românești precum Nicolae Titulescu. 

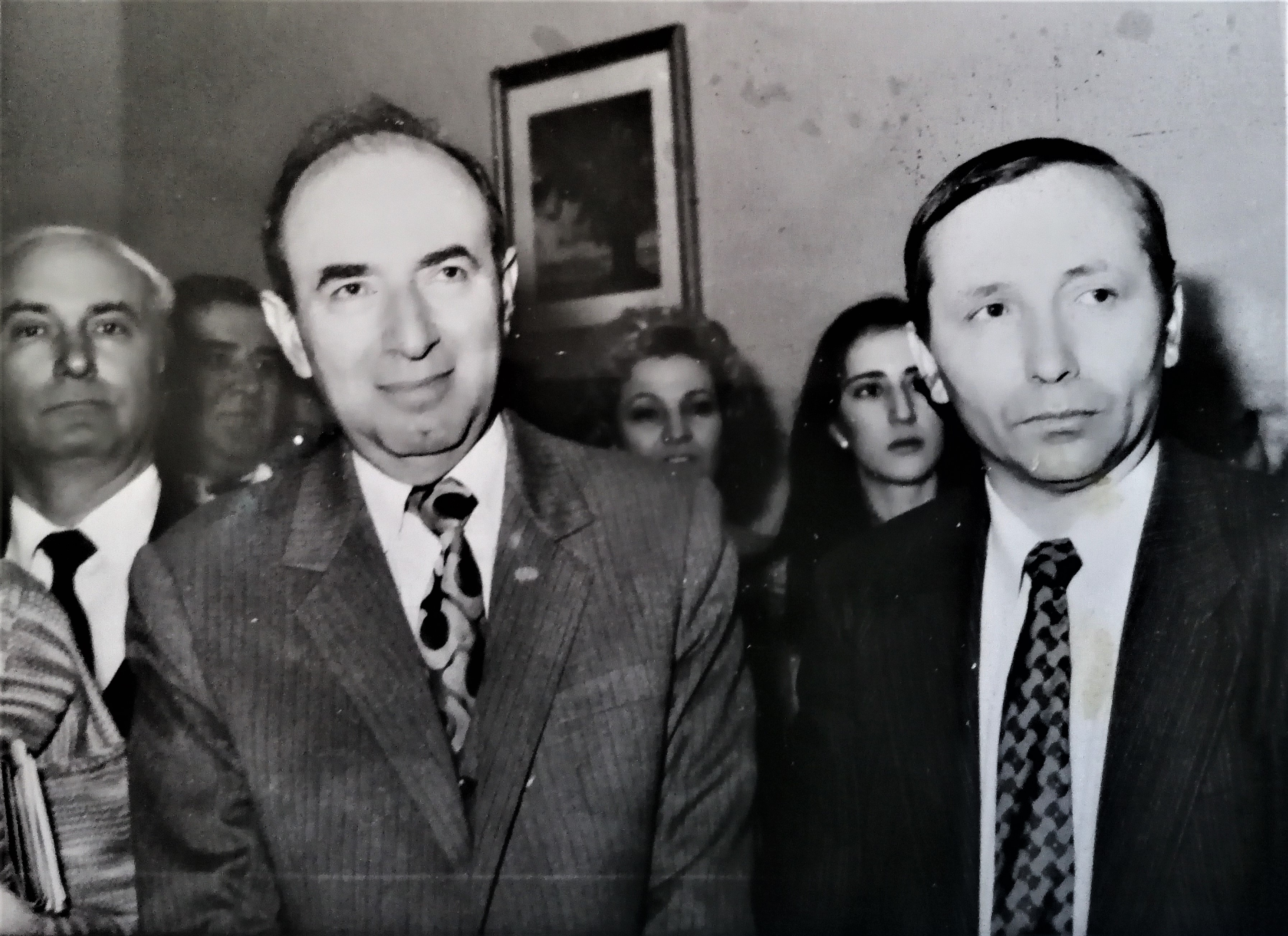
Virgil Tatomir alături de Prof. dr. Ștefan Cazimir

Împreună cu Mihai Tatulici, Virgil Tatomir a realizat serialul documentar de televiziune Revoluția Română în Direct, pentru care Asociația Profesioniștilor de Televiziune din România i-a premiat în cadrul Galei Premiilor APTR pe 1990. Apoi, cu același Mihai Tatulici, a publicat și primul volum tipărit, omonim, al serialului. 
Virgil Tatomir a realizat interviuri și reportaje pe teme sensibile, la modă în România după 1990, când societatea descoperea o problematică până atunci inaccesibilă: a scris despre problemele românilor de peste Prut, ale aromânilor din Balcani și a românilor de pretutindeni. A realizat o serie de reportaje și interviuri cu personalități din Republica Moldova, o altă serie de reportaje și interviuri cu aromânii din Munții Pindului, din Grecia, și cu personalități culturale ale acestora precum Profesorul Vasile Barba de la Freiburg. 

## Expresii antume de recunoaștere a excelenței profesionale și omagii postume
În timpul vieții, Virgil Tatomir a primit mai multe distincții și diplome, precum:
Participant la Revoluția Română din Decembrie 1989 în evenimentele de la Televiziunea Română; 
Premiul special al Editurii „Românul” pe anul 1990, „pentru obiectivitate și curaj publicistic în relevarea adevărurilor revoluției Române”; 
Medalia Asociației „Nicolae Titulescu”-Brașov, la cinci decenii de la trecerea în eternitate a lui Nicolae Titulescu. 
După dispariția lui prematură, Editura Românul l-a omagiat, acordându-i premiul „In Memoriam”, pentru „Cauza românilor de dincolo de Prut și de pretutindeni”. 
Ulterior, Virgil Tatomir a fost inclus în volumul Personalități publice – politice 1989-1992. Dicționar, Editura Holding. Reporter, București, 1993.
De asemenea, în același context, mai multe asociații și organizații au instituit premii care îi poartă numele, atât în domeniul jurnalismului, al filmului documentar, cât și al științelor juridice. Așa, de pildă, au fost acordate de-a lungul anilor premii ce poartă numele său unor jurnaliști considerați merituoși:
- Premiul național „Virgil Tatomir” pentru documentar artistic de televiziune, instituit și acordat încă din anul plecării sale, 1992, de către Centrul de Televiziune și Film al MApN (vezi pagina Facebook a centrului; https://www.facebook.com/Centrul.Televiziune.Film.MAPN/photos/a.373229202841096/1446700755493930/?type=3, accesat la 10.05.2022)
- Premiul „Virgil Tatomir” în domeniul publicisticii - în 2004, de către Uniunea Juriștilor din România, Societatea „Titu Maiorescu” și revista ”Palatul de Justiție” (vezi site-ul Ziua, Nr. 3200 de vineri, 17 decembrie 2004, http://www.ziua.ro/display.php?data=2004-12-17&id=165346, accesat la 10.05.2022);
- Premiul „Virgil Tatomir” al Uniunii Juriștilor din România, pentru publicistică juridică, acordat în mai mulți ani (vezi e.g., https://www.juridice.ro/236364/premiile-uniunii-juristilor-din-romania-2012.html, accesat la 10.05.2022)

### Unde este înmormântat Virgil Tatomir
Virgil Tatomir a fost înmormântat pe 13 iunie 1992 în Cimitirul „Bellu” ortodox din București.

## Omagiu postum
Cu ocazia comemorării a 30 de ani de la plecarea lui Virgil Tatomir din această lume, fiica lui, prof. dr. Renata Gabriela Tatomir, i-a scris și publicat o carte omagială, Tatăl meu Titanul. Virgil Tatomir, 30 de ani de veșnicie. Ofrandă, lansată pe 4 iunie 2022.